# Ela Ela (Come Baby)
Ela Ela (Come Baby) – utwór cypryjskiego wokalisty Konstandinosa Christoforu napisany przez samego artystę, nagrany przy gościnnym udziale Eleny Patroklu w 2005 roku i umieszczony na reedycji jego trzeciego albumu studyjnego zatytułowanego Idiotiki parastasi.
Utwór reprezentował Cypr podczas 50. Konkursu Piosenki Eurowizji w 2005 roku po wygraniu 1 lutego specjalnego koncertu eliminacyjnego, w trakcie którego wybierana była konkursowa propozycja dla wybranego wcześniej przez krajowego nadawcę publicznego Christoforu’a. Piosenka otrzymała w selekcjach łącznie 68% głosów telewidzów i zajęła pierwsze miejsce w głosowaniu komisji jurorskiej, pokonując pozostałe trzy propozycje, dzięki czemu została wybrana na cypryjską propozycję eurowizyjną. Dzięki zajęciu miejsca w pierwszej dwunastce przez Lisę Andreas podczas konkursu w 2004 roku, reprezentant nie musiał brać udziału w półfinale i miał gwarantowane miejsce w finale, 21 maja piosenka została zaprezentowana w finale widowiska organizowanego w Kijowie i zajęła ostatecznie osiemnaste miejsce z 46 punktami na koncie, w tym m.in. z maksymalnymi notami 12 punktów od telewidzów z Grecji i na Malcie. Podczas występu wokaliście towarzyszyło czworo tancerzy oraz Elina Konstantopulu, reprezentantka Grecji podczas konkursu w 1995 roku.
W połowie ukazał oficjalny teledysk do utworu, który został przedstawiony premierowo w trakcie programu Efharisto Savvatovrado.

## Lista utworów
CD Single
1. „Ela Ela (Come Baby)” (Eurovision Version) – 2:54
2. „Ela Ela (Come Baby)” (Funkfly Energy Mix) – 3:43
3. „Ela Ela (Come Baby)” (Valentinos Get The Feeling Mix) – 4:04
4. „Ela Ela (Come Baby)” (Positive Energy Funkfly Club Mix) – 4:35